# Heinrich Zweifel
Heinrich Zweifel (* 26. Mai 1904; † 23. April 1987 in Höngg) war ein Schweizer Unternehmer und Politiker (BGB).

## Leben
Er war Gründer und während 20 Jahren Präsident des Verwaltungsrates der Zweifel Pomy-Chips AG in Höngg, der heutigen Zweifel Chips & Snacks AG, die inzwischen von seinem Enkel Christoph geleitet wird. Heinrich Zweifel, ausgebildeter Agronom und Gärungsspezialist, führte die in der Schweiz noch fast unbekannte Herstellung von Obstessig ein. Er sorgte ausserdem dafür, dass die Stadt den Höngger Kirchenhügel wieder mit Reben bepflanzte, nachdem die Rebberge in Höngg unter dem Baudruck nach und nach verschwunden waren. Viele Jahre war er zudem Statthalter der Zunft Höngg.
Er war verheiratet mit Hannah geborene Frank und hatte zwei Söhne, Hans-Heinrich (Hansheiri) und Paul junior. Paul Zweifel war sein Vater.

## Politik
Heinrich Zweifel war vom 29. April 1935 bis zum 19. September 1938 Mitglied des Zürcher Kantonsrats.